# جزيرة ألالاك
جزيرة ألالاك وهي جزيرة من جزر إندونيسيا، وتتبع في إقليم كليمنتان الجنوبية في إندونيسيا.